# Catarctia divisa
Catarctia divisa är en fjärilsart som beskrevs av Walker 1855. Catarctia divisa ingår i släktet Catarctia och familjen tandspinnare. Inga underarter finns listade i Catalogue of Life.